# Coppa del Mondo di sci alpino 1969
La Coppa del Mondo di sci alpino 1969 fu la terza edizione della manifestazione organizzata dalla Federazione internazionale sci; ebbe inizio l'11 dicembre 1968 a Val-d'Isère, in Francia, e si concluse il 22 marzo 1969 a Waterville Valley, negli Stati Uniti.
In campo maschile furono disputate 22 gare (6 discese libere, 7 slalom giganti, 9 slalom speciali), in 14 diverse località. L'austriaco Karl Schranz si aggiudicò sia la Coppa del Mondo generale, sia quelle di discesa libera e di slalom gigante; i francesi Jean-Noël Augert, Alain Penz e Patrick Russel e l'austriaco Alfred Matt vinsero a pari merito la Coppa di slalom speciale. Il francese Jean-Claude Killy era il detentore uscente della Coppa generale.
In campo femminile furono disputate 20 gare (4 discese libere, 7 slalom giganti, 9 slalom speciali), in 11 diverse località. L'austriaca Gertrud Gabl si aggiudicò sia la Coppa del Mondo generale, sia quella di slalom speciale; la sua connazionale Wiltrud Drexel vinse la Coppa di discesa libera, la statunitense Marilyn Cochran quella di slalom speciale. La canadese Nancy Greene era la detentrice uscente della Coppa generale.

## Uomini

### Risultati
| Data             | Località               | Nazione        | Pista                | Spec. | Primo                | Secondo              | Terzo                       |
| ---------------- | ---------------------- | -------------- | -------------------- | ----- | -------------------- | -------------------- | --------------------------- |
| 12 dicembre 1968 | Val-d'Isère            | Francia        |                      | GS    | Karl Schranz         | Bernard Orcel        | Henri Duvillard             |
| 3 gennaio 1969   | Berchtesgaden          | Germania Ovest | Loipl                | SL    | Alfred Matt          | Karl Schranz         | Patrick Russel              |
| 6 gennaio 1969   | Adelboden              | Svizzera       | Chuenisbärgli        | GS    | Jean-Noël Augert     | Jean-Pierre Augert   | Karl Schranz                |
| 11 gennaio 1969  | Wengen                 | Svizzera       | Lauberhorn           | DH    | Karl Schranz         | Heini Messner        | Karl Cordin                 |
| 12 gennaio 1969  | Wengen                 | Svizzera       | Männlichen/Jungfrau  | SL    | Reinhard Tritscher   | Spider Sabich        | Peter Frei                  |
| 18 gennaio 1969  | Kitzbühel              | Austria        | Streif               | DH    | Karl Schranz         | Jean-Daniel Dätwyler | Karl Cordin Henri Duvillard |
| 19 gennaio 1969  | Kitzbühel              | Austria        | Ganslern             | SL    | Patrick Russel       | Herbert Huber        | Dumeng Giovanoli            |
| 24 gennaio 1969  | Megève                 | Francia        | Émile Allais         | DH    | Henri Duvillard      | Heini Messner        | Alfred Matt                 |
| 26 gennaio 1969  | Megève                 | Francia        | Jaillet              | SL    | Alain Penz           | Herbert Huber        | Spider Sabich               |
| 1º febbraio 1969 | Sankt Anton am Arlberg | Austria        | Kapall               | DH    | Karl Schranz         | Heini Messner        | Franz Vogler                |
| 8 febbraio 1969  | Åre                    | Svezia         |                      | GS    | Jean-Noël Augert     | Jakob Tischhauser    | Alain Penz                  |
| 9 febbraio 1969  | Åre                    | Svezia         |                      | SL    | Patrick Russel       | Jean-Noël Augert     | Alfred Matt                 |
| 9 febbraio 1969  | Cortina d'Ampezzo      | Italia         | Olimpia delle Tofane | DH    | Jos Minsch           | Jean-Pierre Augert   | Hans Peter Rohr             |
| 14 febbraio 1969 | Val Gardena            | Italia         | Saslong              | DH    | Jean-Daniel Dätwyler | Henri Duvillard      | Rudi Sailer                 |
| 16 febbraio 1969 | Kranjska Gora          | Jugoslavia     | Bedanec              | GS    | Reinhard Tritscher   | Alfred Matt          | Franz Digruber              |
| 17 febbraio 1969 | Kranjska Gora          | Jugoslavia     | Bedanec              | SL    | Edmund Bruggmann     | Alain Penz           | Herbert Huber               |
| 28 febbraio 1969 | Squaw Valley           | Stati Uniti    |                      | SL    | Billy Kidd           | Alain Penz           | Patrick Russel              |
| 1º marzo 1969    | Squaw Valley           | Stati Uniti    | KT-22                | GS    | Reinhard Tritscher   | Jakob Tischhauser    | Heini Messner               |
| 15 marzo 1969    | Mont-Sainte-Anne       | Canada         |                      | GS    | Karl Schranz         | Dumeng Giovanoli     | Jakob Tischhauser           |
| 16 marzo 1969    | Mont-Sainte-Anne       | Canada         |                      | SL    | Alfred Matt          | Jean-Noël Augert     | Billy Kidd                  |
| 21 marzo 1969    | Waterville Valley      | Stati Uniti    | Bobby's Run          | GS    | Dumeng Giovanoli     | Karl Schranz         | Jakob Tischhauser           |
| 22 marzo 1969    | Waterville Valley      | Stati Uniti    |                      | SL    | Jean-Noël Augert     | Herbert Huber        | Patrick Russel              |

Legenda:

DH = discesa libera

GS = slalom gigante

SL = slalom speciale

### Classifiche

#### Generale

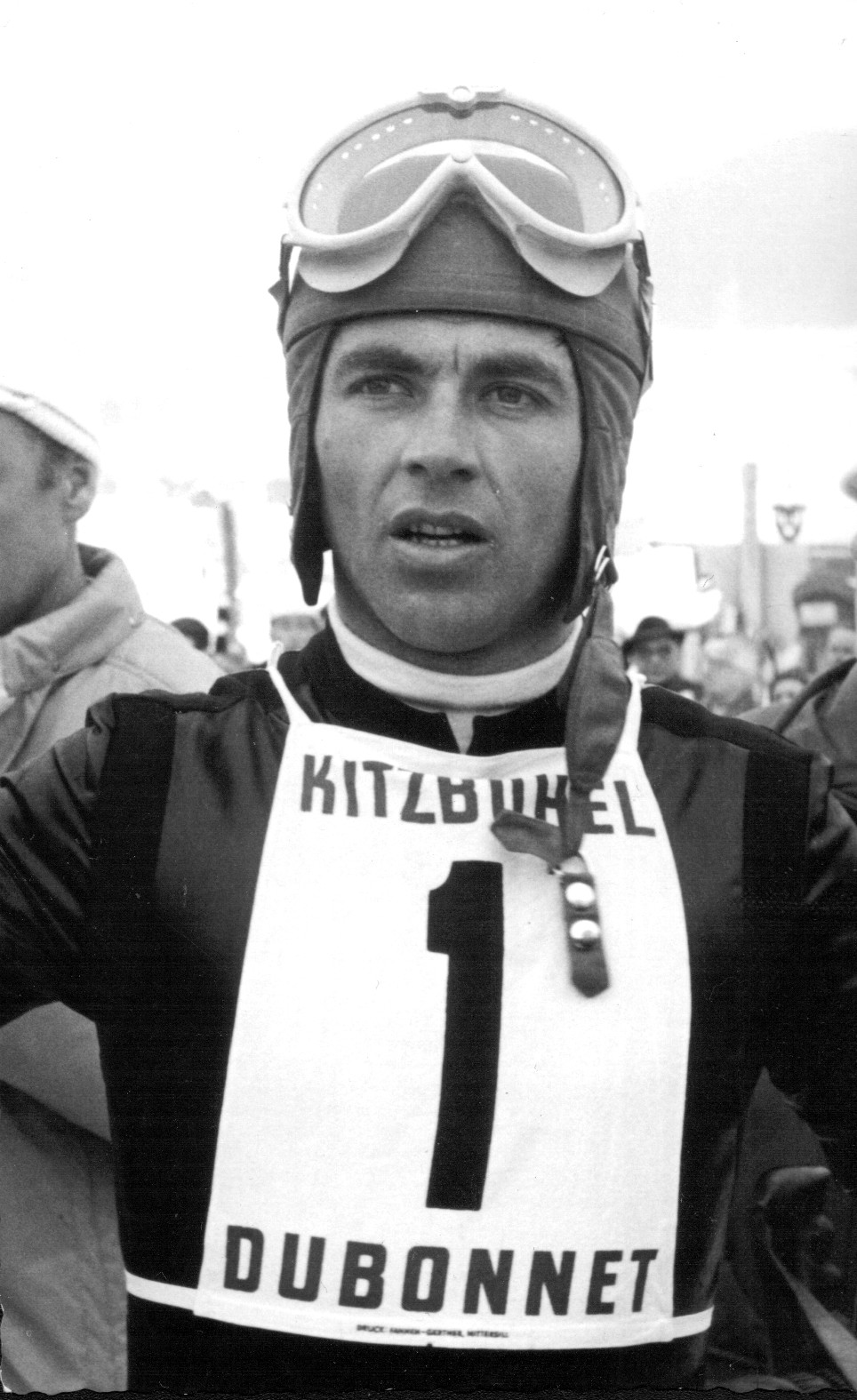
Karl Schranz

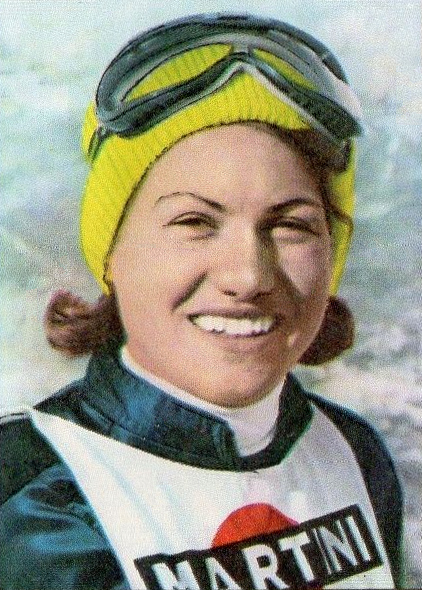
Gertrud Gabl nel 1968

| Pos. | Nome               | Nazione  | Punti |
| ---- | ------------------ | -------- | ----- |
| 1    | Karl Schranz       | Austria  | 182   |
| 2    | Jean-Noël Augert   | Francia  | 123   |
| 3    | Reinhard Tritscher | Austria  | 108   |
| 4    | Alfred Matt        | Austria  | 104   |
| 5    | Alain Penz         | Francia  | 98    |
| 6    | Henri Duvillard    | Francia  | 91    |
| 7    | Heini Messner      | Austria  | 89    |
| 8    | Patrick Russel     | Francia  | 80    |
| 9    | Dumeng Giovanoli   | Svizzera | 79    |
| 10   | Herbert Huber      | Austria  | 62    |

#### Discesa libera
| Pos. | Nome                 | Nazione  | Punti |
| ---- | -------------------- | -------- | ----- |
| 1    | Karl Schranz         | Austria  | 75    |
| 2    | Henri Duvillard      | Francia  | 60    |
| 2    | Heini Messner        | Austria  | 60    |
| 4    | Jean-Daniel Dätwyler | Svizzera | 56    |
| 5    | Jos Minsch           | Svizzera | 44    |

#### Slalom gigante
| Pos. | Nome               | Nazione  | Punti |
| ---- | ------------------ | -------- | ----- |
| 1    | Karl Schranz       | Austria  | 70    |
| 2    | Reinhard Tritscher | Austria  | 61    |
| 3    | Jean-Noël Augert   | Francia  | 58    |
| 4    | Jakob Tischhauser  | Svizzera | 55    |
| 5    | Dumeng Giovanoli   | Svizzera | 48    |

#### Slalom speciale
| Pos. | Nome             | Nazione | Punti |
| ---- | ---------------- | ------- | ----- |
| 1    | Jean-Noël Augert | Francia | 65    |
| 1    | Alfred Matt      | Austria | 65    |
| 1    | Alain Penz       | Francia | 65    |
| 1    | Patrick Russel   | Francia | 65    |
| 5    | Herbert Huber    | Austria | 60    |

## Donne

### Risultati
| Data             | Località                | Nazione        | Pista            | Spec. | Prima             | Seconda                     | Terza                 |
| ---------------- | ----------------------- | -------------- | ---------------- | ----- | ----------------- | --------------------------- | --------------------- |
| 12 dicembre 1968 | Val-d'Isère             | Francia        |                  | GS    | Françoise Macchi  | Rosi Mittermaier            | Annie Famose          |
| 3 gennaio 1969   | Oberstaufen             | Germania Ovest | Hündle           | GS    | Kiki Cutter       | Olga Pall                   | Gertrud Gabl          |
| 4 gennaio 1969   | Oberstaufen             | Germania Ovest | Hündle           | SL    | Gertrud Gabl      | Judy Nagel                  | Marilyn Cochran       |
| 7 gennaio 1969   | Grindelwald             | Svizzera       |                  | SL    | Gertrud Gabl      | Annie Famose                | Kiki Cutter           |
| 10 gennaio 1969  | Grindelwald             | Svizzera       | First            | DH    | Wiltrud Drexel    | Rosi Mittermaier            | Isabelle Mir          |
| 15 gennaio 1969  | Schruns                 | Austria        | Grabs            | DH    | Wiltrud Drexel    | Florence Steurer            | Annie Famose          |
| 16 gennaio 1969  | Schruns                 | Austria        |                  | SL    | Rosi Mittermaier  | Gertrud Gabl                | Kiki Cutter           |
| 23 gennaio 1969  | Saint-Gervais-les-Bains | Francia        |                  | SL    | Ingrid Lafforgue  | Annie Famose                | Judy Nagel            |
| 25 gennaio 1969  | Saint-Gervais-les-Bains | Francia        |                  | DH    | Isabelle Mir      | Annie Famose                | Annemarie Moser-Pröll |
| 31 gennaio 1969  | Sankt Anton am Arlberg  | Austria        | Gampen           | DH    | Olga Pall         | Isabelle Mir                | Wiltrud Drexel        |
| 8 febbraio 1969  | Vipiteno                | Italia         |                  | SL    | Judy Nagel        | Cathy Nagel                 | Florence Steurer      |
| 9 febbraio 1969  | Vipiteno                | Italia         | Monte Cavallo    | GS    | Michèle Jacot     | Marilyn Cochran             | Ingrid Lafforgue      |
| 16 febbraio 1969 | Vysoké Tatry            | Cecoslovacchia |                  | SL    | Gertrud Gabl      | Kiki Cutter                 | Ingrid Lafforgue      |
| 17 febbraio 1969 | Vysoké Tatry            | Cecoslovacchia | Francúzske sedlo | GS    | Gertrud Gabl      | Marilyn Cochran             | Florence Steurer      |
| 28 febbraio 1969 | Squaw Valley            | Stati Uniti    |                  | SL    | Bernadette Rauter | Ingrid Lafforgue            | Judy Nagel            |
| 1º marzo 1969    | Squaw Valley            | Stati Uniti    |                  | GS    | Florence Steurer  | Marilyn Cochran             | Bernadette Rauter     |
| 14 marzo 1969    | Mont-Sainte-Anne        | Canada         |                  | GS    | Michèle Jacot     | Marilyn Cochran             | Wiltrud Drexel        |
| 15 marzo 1969    | Mont-Sainte-Anne        | Canada         |                  | SL    | Kiki Cutter       | Ingrid Lafforgue            | Florence Steurer      |
| 20 marzo 1969    | Waterville Valley       | Stati Uniti    | Bobby's Run      | GS    | Bernadette Rauter | Karen Budge Marilyn Cochran |                       |
| 22 marzo 1969    | Waterville Valley       | Stati Uniti    |                  | SL    | Kiki Cutter       | Rosi Mittermaier            | Judy Nagel            |

Legenda:

DH = discesa libera

GS = slalom gigante

SL = slalom speciale

### Classifiche

#### Generale
| Pos. | Nome              | Nazione        | Punti |
| ---- | ----------------- | -------------- | ----- |
| 1    | Gertrud Gabl      | Austria        | 131   |
| 2    | Florence Steurer  | Francia        | 112   |
| 3    | Wiltrud Drexel    | Austria        | 111   |
| 4    | Kiki Cutter       | Stati Uniti    | 107   |
| 5    | Ingrid Lafforgue  | Francia        | 103   |
| 6    | Annie Famose      | Francia        | 101   |
| 7    | Rosi Mittermaier  | Germania Ovest | 98    |
| 8    | Michèle Jacot     | Francia        | 92    |
| 9    | Isabelle Mir      | Francia        | 85    |
| 10   | Bernadette Rauter | Austria        | 82    |

#### Discesa libera
| Pos. | Nome                  | Nazione        | Punti |
| ---- | --------------------- | -------------- | ----- |
| 1    | Wiltrud Drexel        | Austria        | 65    |
| 2    | Isabelle Mir          | Francia        | 60    |
| 3    | Olga Pall             | Austria        | 36    |
| 4    | Annie Famose          | Francia        | 35    |
| 5    | Rosi Mittermaier      | Germania Ovest | 20    |
| 5    | Annemarie Moser-Pröll | Austria        | 20    |
| 5    | Florence Steurer      | Francia        | 20    |

#### Slalom gigante
| Pos. | Nome              | Nazione     | Punti |
| ---- | ----------------- | ----------- | ----- |
| 1    | Marilyn Cochran   | Stati Uniti | 60    |
| 2    | Michèle Jacot     | Francia     | 56    |
| 3    | Gertrud Gabl      | Austria     | 53    |
| 4    | Florence Steurer  | Francia     | 51    |
| 5    | Bernadette Rauter | Austria     | 41    |

#### Slalom speciale
| Pos. | Nome             | Nazione        | Punti |
| ---- | ---------------- | -------------- | ----- |
| 1    | Gertrud Gabl     | Austria        | 75    |
| 2    | Kiki Cutter      | Stati Uniti    | 70    |
| 3    | Ingrid Lafforgue | Austria        | 65    |
| 4    | Annie Famose     | Francia        | 51    |
| 4    | Rosi Mittermaier | Germania Ovest | 51    |